# Кукушкин, Игорь Владимирович
И́горь Влади́мирович Куку́шкин (род. 20 февраля 1958) — российский физик и предприниматель, специалист в области физики полупроводников, академик РАН с 2016 года.

## Биография
Родился 20 февраля 1958 года в г. Красноармейск Московской области.
В 1980 году — закончил МФТИ.
Работает в Институте физики твёрдого тела РАН.
В 1983 году — защитил кандидатскую диссертацию.
В 1987 году получил стипендию Гумбольдта и работал в Институте Макса Планка (Штутгарт, Германия) в лаборатории профессора Клауса фон Клитцинга.
В 1991 году — защитил докторскую диссертацию.
В 1997 году избран членом-корреспондентом РАН.
С 1999 года — профессор МГУ.
С 2016 года — работает в Международной лаборатории физики конденсированного состояния ВШЭ.
В 2016 году избран академиком Российской Академии Наук (Отделение Физических Наук).

## Научная деятельность
Ведёт исследования в области физики полупроводников.
Исследовал экситоны, экситонные молекулы и электронно-дырочную жидкость в объёмных полупроводниках Ge и Si.
Обнаружил довольно необычные условия деформации кристаллов Ge, при которых электроно-дырочная жидкость становится неустойчивой. Именно в этих условиях удалось впервые наблюдать связанное состояние экситоных молекул в Ge и изучить их свойства. В этой экситонной системе в сильных магнитных полях обнаружил проявление квантово-статистических свойств экситонного газа — предвестника Бозе-Эйнштейновской конденсации экситонов.
И. В. Кукушкин предложил и реализовал новый магнитооптический метод для прямого измерения энергетического спектра двумерных электронов. Им впервые был исследован энергетический спектр двумерных электронов в условиях целочисленного и дробного квантового эффекта Холла.
И. В. Кукушкин впервые исследовал систему двумерных электронов в режиме вигнеровской кристаллизации. Из анализа кинетики излучательной рекомбинации было установлено, что в ультраквантовом пределе, при температуре ниже некоторой критической, система двумерных электронов испытывает фазовой переход, связанный с образованием вигнеровского кристалла. И. В. Кукушкиным было показано, что в этих условиях время рекомбинации двумерных электронов становится чрезвычайно большим и из абсолютной величины времени рекомбинации была установлена треугольная структура электронной решетки.
И. В. Кукушкин впервые наблюдал циклотронный резонанс на композитных фермионах, новых коллективных квазичастицах в системе двумерных электронов, которые ответственны за дробный квантовый эффект Холла [Nature, 415, 409 (2002)].
Другое важнейшее достижение И. В. Кукушкина — обнаружение ротонных минимумов в дисперсии нейтральных щелевых возбуждений в условиях дробного квантового эффекта Холла и измерение массы и энергетических щелей ротонов [Science 324, 1044 (2009)].
Исследуя эффекты запаздывания в плазменных колебаниях в двумерной электронной системе, Кукушкин И. В. открыл новый физический принцип детектирования терагерцового излучения [Phys. Rev. Lett., 90, 156801 (2003), Phys. Rev. Lett., 92, 236803 (2004), Appl. Phys. Lett., 86, 044101 (2005), PHYSICAL REVIEW LETTERS, 114, 106805 (2015)], на базе которого изготовлены первые в мире матрицы детекторов для радиовидения.
Редактор (ответственный за физику твёрдого тела) международного научного журнала — Central European Science Journal (CESJ).

## Награды
- Премия Ленинского комсомола (1988) — за работу «Дробный квантовый эффект Холла в кремниевых МДП-структурах»
- Международная Премия общества Макса Планка и общества Гумбольдта (2001) — за пионерские работы по физике твёрдого тела и фундаментальный вклад в исследование дробного квантового эффекта Холла[1]
- Медаль ордена «За заслуги перед Отечеством» II степени (5 февраля 2024 года) — за большой вклад в развитие отечественной науки, многолетнюю плодотворную деятельность и в связи с 300-летием со дня основания Российской академии наук[3]